# Thomas Jäger (austriacki kierowca)
Thomas Jäger (ur. 16 sierpnia 1994 roku w Wiedniu) – austriacki kierowca wyścigowy.

## Kariera
Jäger rozpoczął karierę w wyścigach samochodowych w 2011 roku od startów w Formula ADAC Masters, Finałowej Serii Brytyjskiej Formuły Renault, Europejskim Pucharze Formuły Renault 2.0 oraz w Alpejskiej Formule Renault 2.0. Z dorobkiem odpowiednio 15, 79, 0, 150 punktów uplasował się odpowiednio na 17, 6, 34 oraz siódmej pozycji w klasyfikacji generalnej. W późniejszych latach pojawiał się także w stawce ATS Formel 3 Cup.

## Statystyki
| Sezon | Seria                                      | Zespół                          | Wyścigi | Zwycięstwa | PP | NO | Podium | Punkty | Pozycja |
| ----- | ------------------------------------------ | ------------------------------- | ------- | ---------- | -- | -- | ------ | ------ | ------- |
| 2011  | Finałowa Seria Brytyjskiej Formuły Renault | Fortec Competition              | 6       | 0          | 0  | 0  | 1      | 79     | 6       |
| 2011  | Europejski Puchar Formuły Renault 2.0      | Interwetten.com Junior Team     | 8       | 0          | 0  | 0  | 0      | 0      | 34      |
| 2011  | Europejski Puchar Formuły Renault 2.0      | EPIC Racing                     | 8       | 0          | 0  | 0  | 0      | 0      | 34      |
| 2011  | Alpejska Formuła Renault 2.0               | Interwetten.com Junior Team     | 10      | 0          | 0  | 0  | 1      | 150    | 7       |
| 2011  | Formuła ADAC Masters                       | Neuhauser Racing                | 3       | 0          | 0  | 0  | 1      | 15     | 17      |
| 2012  | Alpejska Formuła Renault                   | One Racing                      | 4       | 0          | 0  | 0  | 0      | 3      | 23      |
| 2012  | Formuła ADAC Masters                       | Neuhauser Racing                | 23      | 1          | 0  | 0  | 5      | 165    | 5       |
| 2013  | ATS Formel 3 Cup                           | Performance Racing              | 17      | 1          | 0  | 0  | 3      | 117    | 6       |
| 2014  | Blancpain Sprint Series Cup                | BMW Sports Trophy Team Schubert | 8       | 1          | 0  | 0  | 2      | 45     | 8       |
| 2014  | VLN Endurance - SP9                        | BMW Sports Trophy Team Schubert | 0       | 0          | 0  | 0  | 0      | 0      | NS      |
| 2014  | 24H Nürburgring - Cup 2                    | Team Securtal Sorg Rennsport    | 1       | 0          | 0  | 0  | 0      | N/A    | NS      |
| 2014  | Championnat de France FFSA GT              | Lechner Racing School           | 2       | 0          | 0  | 0  | 0      | 0      | NS      |
| 2014  | VLN Endurance - BMW M235i Racing Cup       | Team Securtal Sorg Rennsport    | 2       | 0          | 0  | 0  | 2      | 0      | NS      |